# Léthé
A Léthé (magyar forrásokban gyakran Léthe) az alvilág folyóinak egyike a görög mitológiában.  A görög lethe (λήθη) szó jelentése: feledés. Az ókori hiedelmek szerint a holt lelkek azért ittak a Léthé vizéből, hogy elfeledjék világi életüket a túlvilági élet előtt.
Néhány misztériumvallás szerint az alvilág kapujában két folyó folyik, a Léthé és a Mnémoszüné; a Léthéből feledést isznak az árnyak, míg a Mnémoszüné az emlékezés folyója. Aki ebből a második folyóból iszik, mindenre emlékezni fog, és jutalma a mindentudás lesz – de csak kevesek kiváltsága a választás. A két folyó történetét néhány i. e. 4. századi aranytábla feliratai őrizték meg, amelyeket Olaszország déli részén Thuriiban, sírok feltárásánál találtak a régészek.
Léthé volt a neve Erisz, a viszály istennője egyik leányának is. (Testvérei többek közt Ponosz, Limosz, Algosz, Horkosz és Androktaszia.) Hésziodosz az Istenek születése (Theogonia) című művének 'Viszály' fejezetében azt írja, hogy bár Léthé vízi nimfa, najád (vagy naiasz) volt, de nem az alvilági folyóban lakott, csupán a nevük azonos.

## A Léthé a legendákban és a művészetben
Hüpnosz az alvás és álom istene a Léthé vizébe mártott gallyal altatta el az embereket (nevéből ered számos nyelv "hipnotizálni" szava).
Platón az Állam című műve végén, „Er mítoszában” azt írja: „mindnyájan a Léthé lapályára vándoroltak, fojtogató, szörnyű forróságon át, mert nem volt ott semmi fa vagy növény, és este ott ütöttek tábort az Amelész (Gondtalan) folyó mellett, melynek vizét fazék nem fogja föl. Vizéből mindenkinek innia kellett bizonyos mennyiséget, ám kit esze nem tartóztatott meg, többet is ivott a kelleténél; és aki csak ivott belőle, elfelejtett mindent. Miután elszunnyadtak, és jött az éjfél, mennydörgött és remegett a föld, és most hirtelen ki ide, ki oda lebbent föl, mint a hullócsillag, hogy megszülessék.”
Boiótiai jóshelyen, Trophóniuszban volt két forrás, a Léthé és a Mnémoszüné, amelyek vizéből – a beavatottság szimbólumaként – a jósnak innia kellett minden szertartás előtt, azaz mielőtt az istenek tanácsát kérte.
Az antik korban a galiciai Limia folyóról (Orense megyében Xinzo de Limia közelében Spanyolország) keringett egy a Léthé mítoszához hasonló legenda, amely szerint aki átmegy ezen a vékonyka folyón, elfelejti korábbi életét. I. e. 138-ban Decimus Junius Brutus római tábornok törte meg ezt a hiedelmet, amikor parancsa szerint csapataival át kellett kelnie a Limia folyón. Maga ment át elsőnek, majd katonáit egyesével név szerint szólítva hívta át a vízen. Azzal, hogy minden katonája nevére emlékezett bebizonyította, hogy a folyónak nincs semmiféle bűvös hatása.
Dante Isteni színjátékában a Léthé és az Eunoé a Purgatórium folyói, a bűnök feledésének és a jócselekedetekre való emlékezés jelképei. (Purgatórium, XXVIII. 121–132)
Leghíresebb magyar irodalmi említése Babits Mihály A Danaidák című versében olvasható. („…érzőn, mégis öntudatlan nyujtja lombját mozdulatlan, mozdulatlan és/ sötéten, át a réten,/ át a réten, hol a Léthe (mert e rét a Léthe réte) száz belémosott/ bűnöktől szennyes vízzel, elfelejtett ős bűnöktől szennyes vízzel/körbe folyva nem enyész”).
A Léthé folyó megjelenik Terry Brooks Shannara kardja című fantasztikus regényében, mint a Skull Királyság déli határfolyója; bár a folyó neve megegyezik a mitológiai Léthével, itt nem feledést hoz, hanem halálosan mérgező.

## Az alaszkai Lethe
Az alaszkai Lethe folyó az úgynevezett "Tízezer füst völgyén" fut keresztül.

## Külső hivatkozások
- Léthé